# Keizerlijke tombes van Xixia
De Keizerlijke tombes van Xixia of de Necropolis van de Westelijke Xia is een necropolis van de Westelijke Xia. De site beslaat een oppervlakte van ongeveer 50 km² aan de voet van het Helangebergte in de autonome regio Ningxia Hui in het noorden van het huidige China, en omvatten negen keizerlijke mausolea en 271 graven van ondergeschikte keizerlijke familieleden en functionarissen van de Westelijke Xia-dynastie in China. Hiernaast ook nog een noordelijk gelegen architectonisch complex en 32 overstromingsbeheersingsstructuren. Dit grafcomplex ligt ongeveer 40 km ten westen van de historische hoofdstad van de Westelijke Xia, de Xingqing fu of Xingqing, wat het huidige Yinchuan is, de hoofdstad van de autonome regio Ningxia.
De Xixia-dynastie werd in 1038 gesticht door de Tangut en duurde tot de vernietiging door het Mongoolse leger van Dzjengis Khan in 1227. Gepositioneerd langs de zijderoute, werd het een multiculturele beschaving gemodelleerd naar Chinese keizerlijke tradities, met het boeddhisme als kern. De erfgoedsite weerspiegelt de religieuze en sociaal-politieke erfenis van de dynastie.
De archeologische vindplaatsen met de omliggende bufferzone, voor een totale oppervlakte van 44.468,5 hectare, werd in juli 2025 tijdens de 47e sessie van de Commissie voor het Werelderfgoed in Parijs erkend als UNESCO cultureel werelderfgoed en onder de titel "Keizerlijke tombes van Xixia" aan de werelderfgoedlijst toegevoegd.